# Gellér
Gellér (szlovákul Holiare) község Szlovákiában, a Nyitrai kerületben, a Komáromi járásban. Alsó- és Felsőgellér egyesítésével jött létre.

## Fekvése
Gellér az Alsó-Csallóközben, Nagymegyertől 6 km-re délkeletre, Komáromtól 18 km-re északnyugatra fekszik, a történelmi Komárom vármegye területén. A község területén halad át a Gellér-Nagykeszi-csatorna, melyből itt ágazik el a Zsemlékes-csatorna. Délnyugatról Csicsóval, délkeletről Tannyal, északról Bogyával, nyugatról Nagymegyerrel határos.
A falu mellett halad el a 63-as főút, melyhez 1,5 km-es mellékút vezet, ugyanilyen hosszú mellékút vezet Bogyára is. A Komárom-Pozsony közötti vasútvonal is itt halad el – megállóhelye Bogyával közös.
Gellér község két kataszteri területre oszlik:
- Alsógellér (Dolné Holiare) – 4,87 km²,
- Felsőgellér (Horné Holiare) – 5,02 km².

## Története
A régészeti leletek tanúsága szerint területén már az újkőkorszakban is éltek emberek. A későbbi korokból a korai bronzkor, a vaskor (La Tène-kultúra), a római kor, az avar kor és a Nagymorva Birodalom idejéből származnak tárgyi emlékek. A mai települést 1258-ban "Gueller" néven említik először. Neve a régi magyar Gelle személynévből származik. Ekkor Gellér Győr várának jobbágyfalva volt, 1268-ban azonban már a komáromi várhoz tartozik. Ekkor "Gvuler", illetve "Guler" alakban szerepel.
1402-ben "Geller" alakban, 1405-ben már nemesi községként említik. 1449-ben szerepel először két faluként "Felsewgyeleer", illetve "Alsogheleer" alakban. Felsőgellér előbb a győri váruradalom része, majd a 15. századtól nemesi családok birtoka. A 16. században részben a pannonhalmi bencés kolostor birtoka. Alsógellér előbb Komárom várának tartozéka, majd több nemesi családé volt. A 16. században lakói lutheránusok lettek. A török terjeszkedés során mindkét falu elpusztult, majd újjáépült. Felsőgellér birtokosai a Kürthy, Külkey, Antal és Vas családok lettek. 1787-ben 25 házában 166 lakos élt. 1828-ban 39 háza volt 261 lakossal. A település sokat szenvedett az árvizektől (1862, 1876, 1899). Alsógellérnek 1787-ben 37 háza és 255 lakosa volt. 1828-ban 20 házában 71 lakos élt. Lakói főként mezőgazdasággal foglalkoztak.
Vályi András szerint "Alsó, és Felső Gellér. Két magyar faluk, vagy puszták, Komárom Vármegyében, birtokosai külömbféle Urak, lakosai reformátusok, fekszenek Nagy Megyertől két mértföldnyire egymáshoz közel, határjaik ’s vagyonnyaik is középszerűek lévén, második Osztálybéliek."
Fényes Elek szerint "Alsó-Gellér, magyar falu, Komárom vmegyében, határos nyugotról felső Gellérrel, keletről nagy Tanynyal, délről Kécs pusztával s a pozsonyi országúttól 400 öl távolságra fekszik. Kiterjedése 872 hold, mellyből 2/3 szántóföld, 1/3 rét és lapályos terület s ez mind majorsági nemes birtok. Földe ollyan minőségű, mint felső Gelléré. Lakja 17 kath., 386 ref. 5 zsidó. F. u. Csepy, Szabó, Király, Szücs, Buzás, Pázmány, nemes családok."
"Felső-Gellér, magyar falu, Komárom vmegyében, a pozsonyi országúttól délre 600 öl távolságra s Komáromtól 2 3/4 mfdnyire esik, Bogya szomszédságában. N. Megyertől a Millér választja el határát, melly áll 1425 holdból, u. m. 800 h. szántóföldből, 200 h. rétből; 425 h. legelőből és mocsáros területekből. Fekete porhanyos agyag földe első osztálybeli; az állattenyésztést tekintve leginkább szarvasmarha-tenyésztés üzetik. Lakja 37 kath., 217 ref. s 5 zsidó. Ref. anyaszentegyház és iskolával. F. u. Csepy, Kürthy, Külkey, Antal, Vas, Király, nemes családok."
A trianoni békeszerződésig mindkét falu Komárom vármegye Csallóközi járásához tartozott. Alsógellért és Felsőgellért 1940-ben egyesítették. 1938 és 1945 között visszacsatolták Magyarországhoz. 1971 és 1994 között közigazgatásilag Bogyához tartozott.

## Népessége
| Év:            | 1994. | 2004.   | 2014.    | 2024.   |
| -------------- | ----- | ------- | -------- | ------- |
| Emberek száma: | 425   | 413     | 493      | 458     |
| Eltérés:       |       | -2,82 % | +19,37 % | -7,09 % |

| Év:            | 2023. | 2024.   |
| -------------- | ----- | ------- |
| Emberek száma: | 463   | 458     |
| Eltérés:       |       | -1,07 % |

1880-ban Alsógelléren 403 magyar, Felsőgelléren 158 magyar anyanyelvű élt.
1910-ben Alsógellérnek 451 magyar, Felsőgellérnek 180 lakosából 179 magyar anyanyelvű lakosa volt.
1941-ben 588 lakosa mind magyar volt.
1970-ben 628 lakosából 617 magyar és 8 szlovák volt.
2001-ben Gellér 424 lakosából 394 magyar és 19 szlovák volt.
2011-ben 468 lakosából 421 magyar, 14 szlovák és 33 ismeretlen nemzetiségű volt.
2021-ben 474 lakosából 401 (+15) magyar, 44 (+9) szlovák, 4 cigány, 3 egyéb és 22 ismeretlen nemzetiségű volt.

## Nevezetességei
- Református temploma 1786-ban II. József türelmi rendelete alapján épült klasszicista stílusban. A templomot Alsógellér, Felsőgellér és Bogya együtt építették. Mai formáját 1841-ben nyerte el, szószéke a 19. század első felében készült. A templomkertben 2006-ban emlékoszlopot emeltek Gulyás Lajos (1918-1957) tiszteletére, aki 1942-ben itt kezdte lelkipásztori szolgálatát.
- A két világháború áldozatainak emlékműve a temetőben található.
- A faluházat 2005-ben adták át, amelyben a polgármesteri hivatal mellett könyvtár is van.

## Neves személyek
- Alsógelléren született 1923-ban Csémy Lajos László egyháztörténész, református lelkész, egyetemi tanár.
- Felsőgelléren született 1785-ben Kazinczy Klára költőnő, Pálóczi Horváth Ádám költő neje. A Göcseji Helikon tagja.
- Felsőgelléren élt Tóth Gábor (1833-1883) kereskedelmi akadémiai tanár.
- A falu díszpolgára T. Erdélyi Ilona (1926) magyar irodalomtörténész, egyetemi tanár.

## Képtár

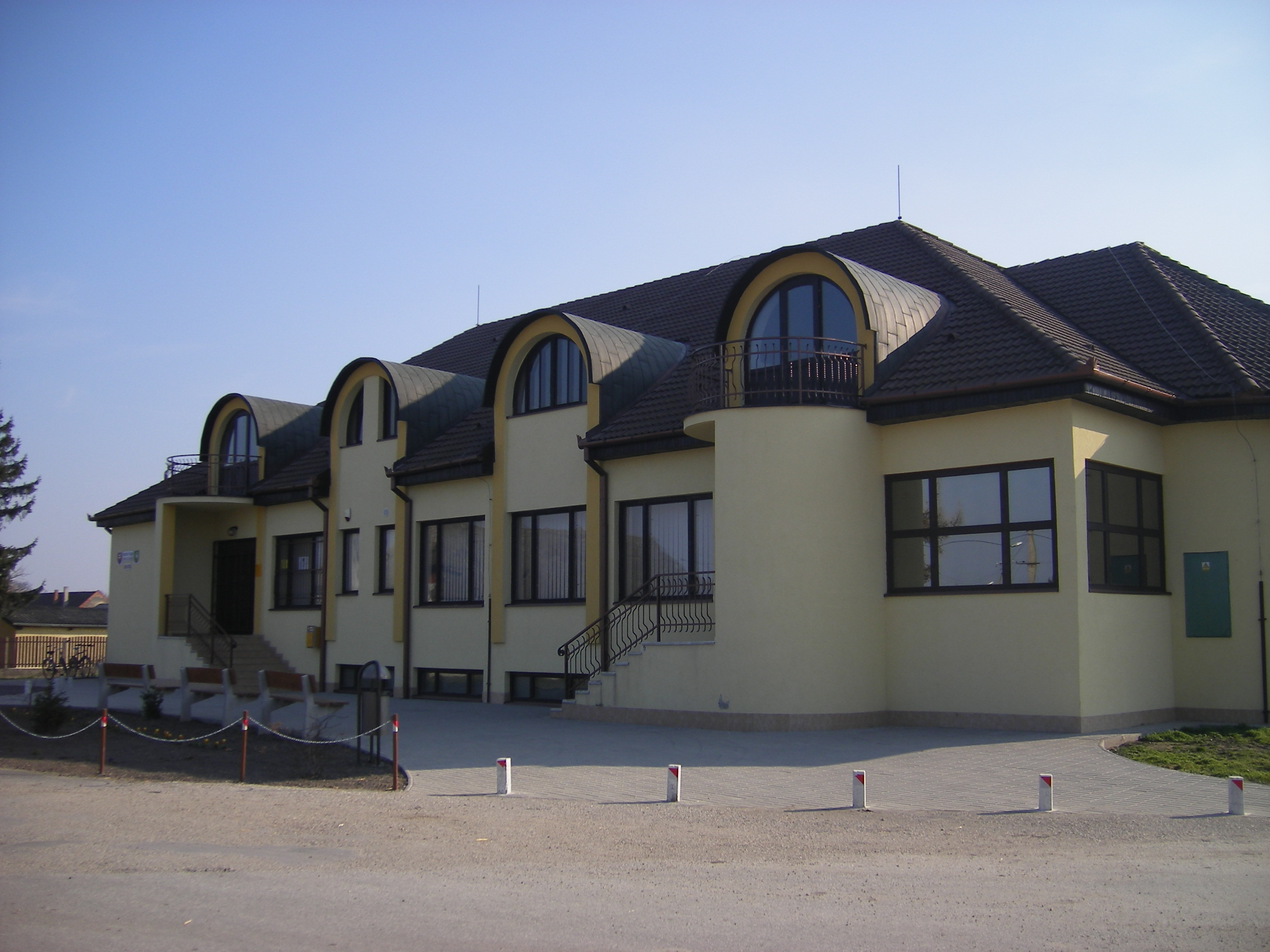
A községi hivatal épülete
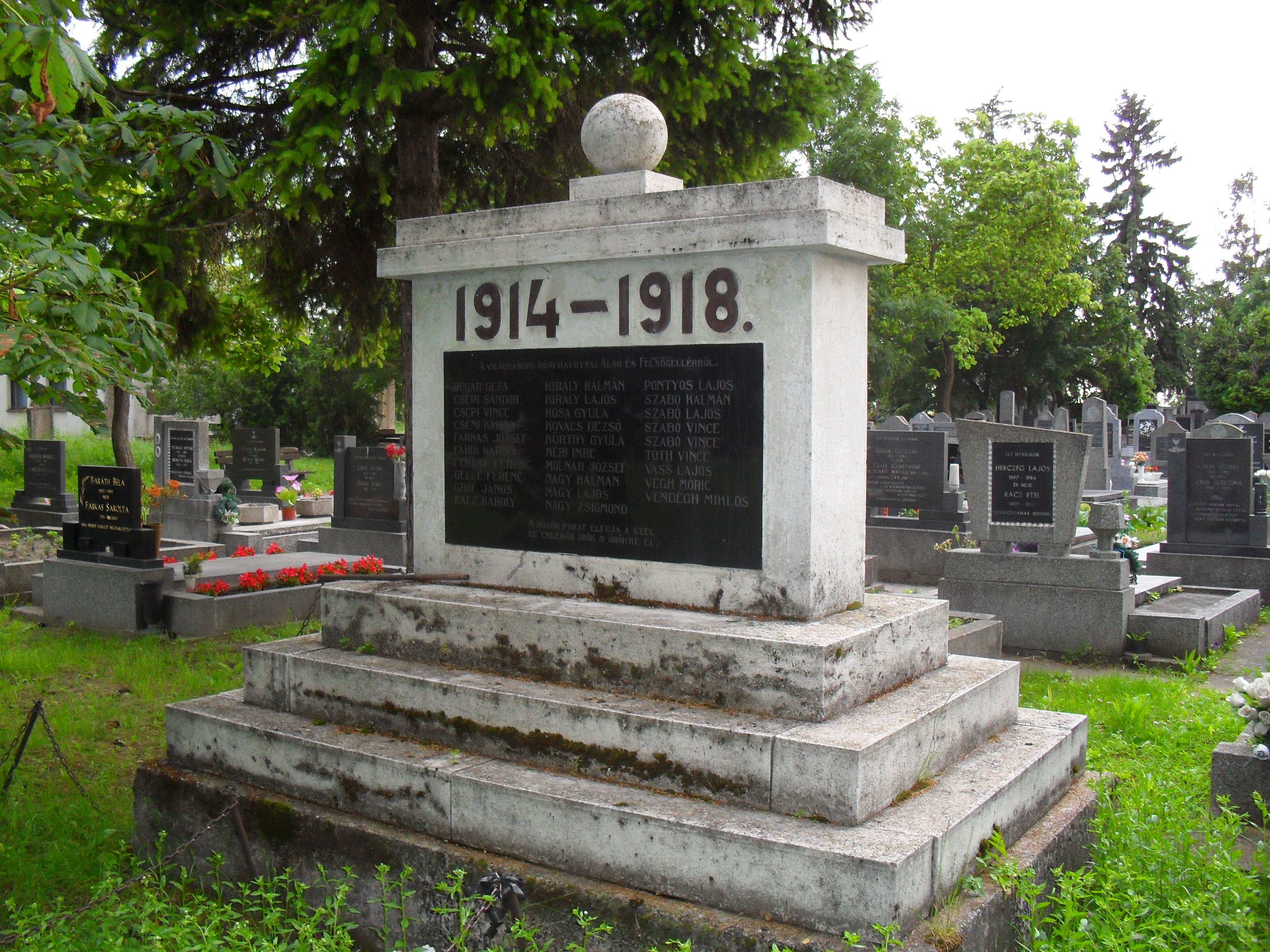
Az első világháború áldozatainak emlékműve a temetőben
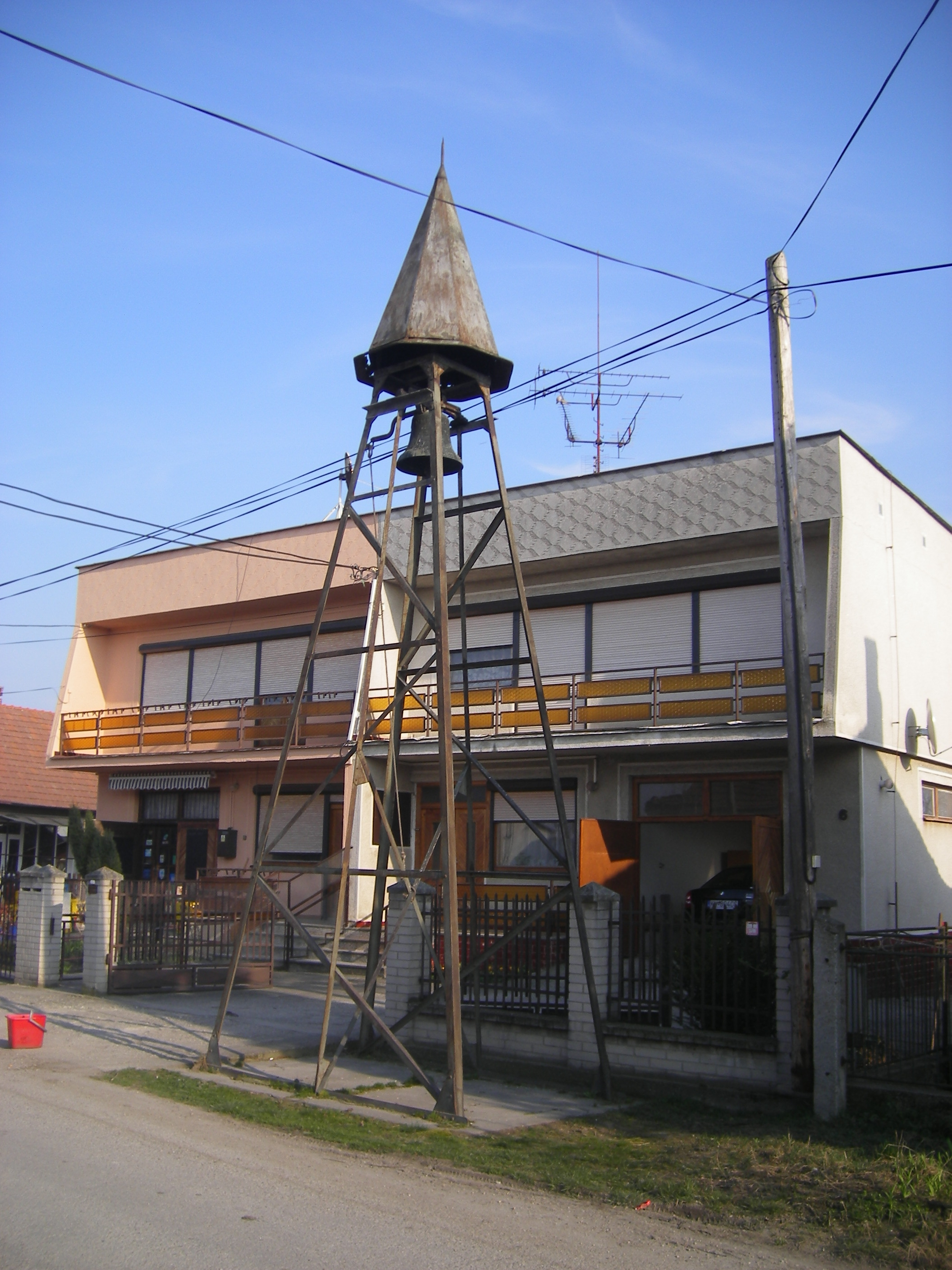
Harangláb Alsógelléren
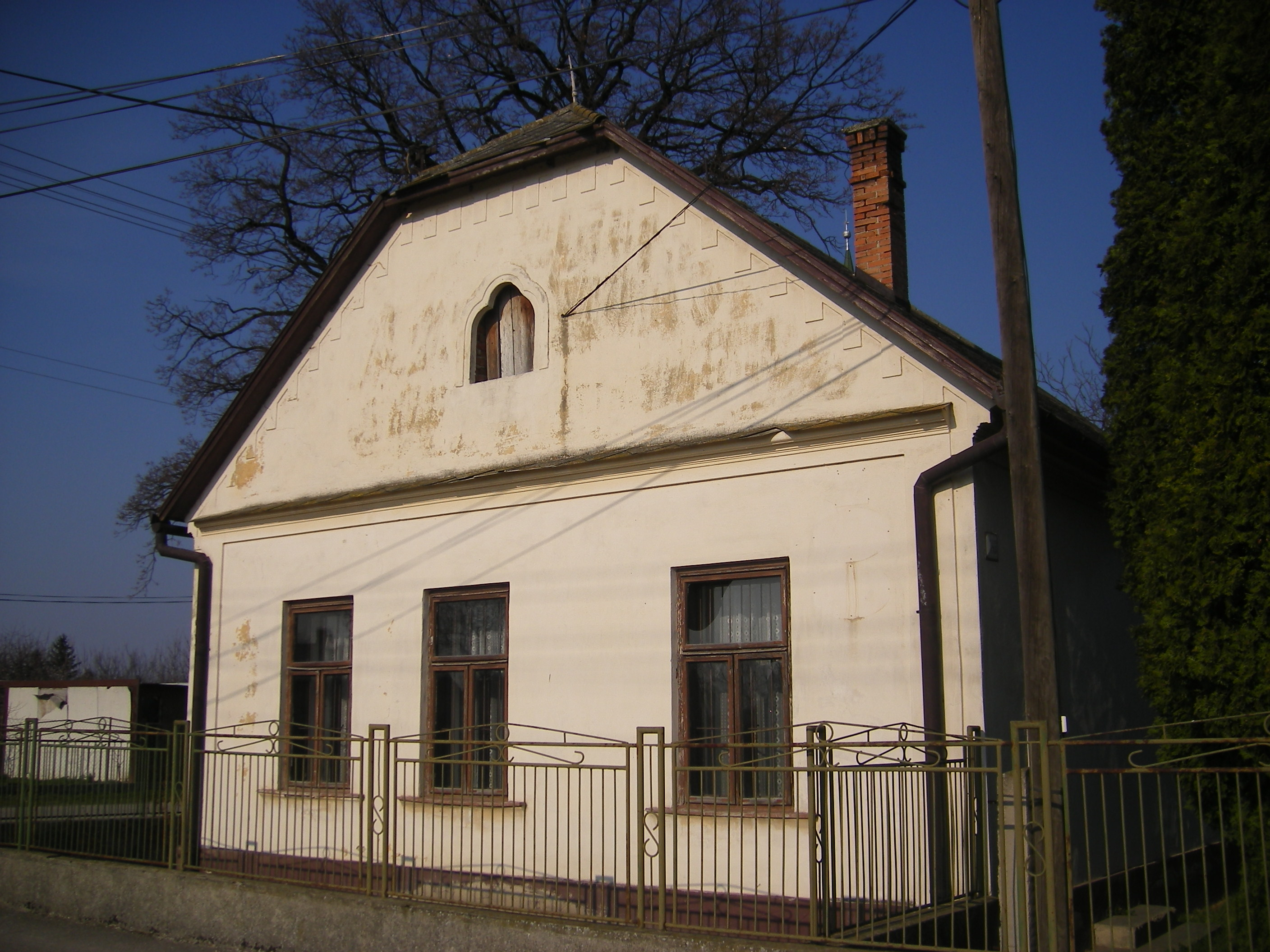
Régi ház Felsőgelléren
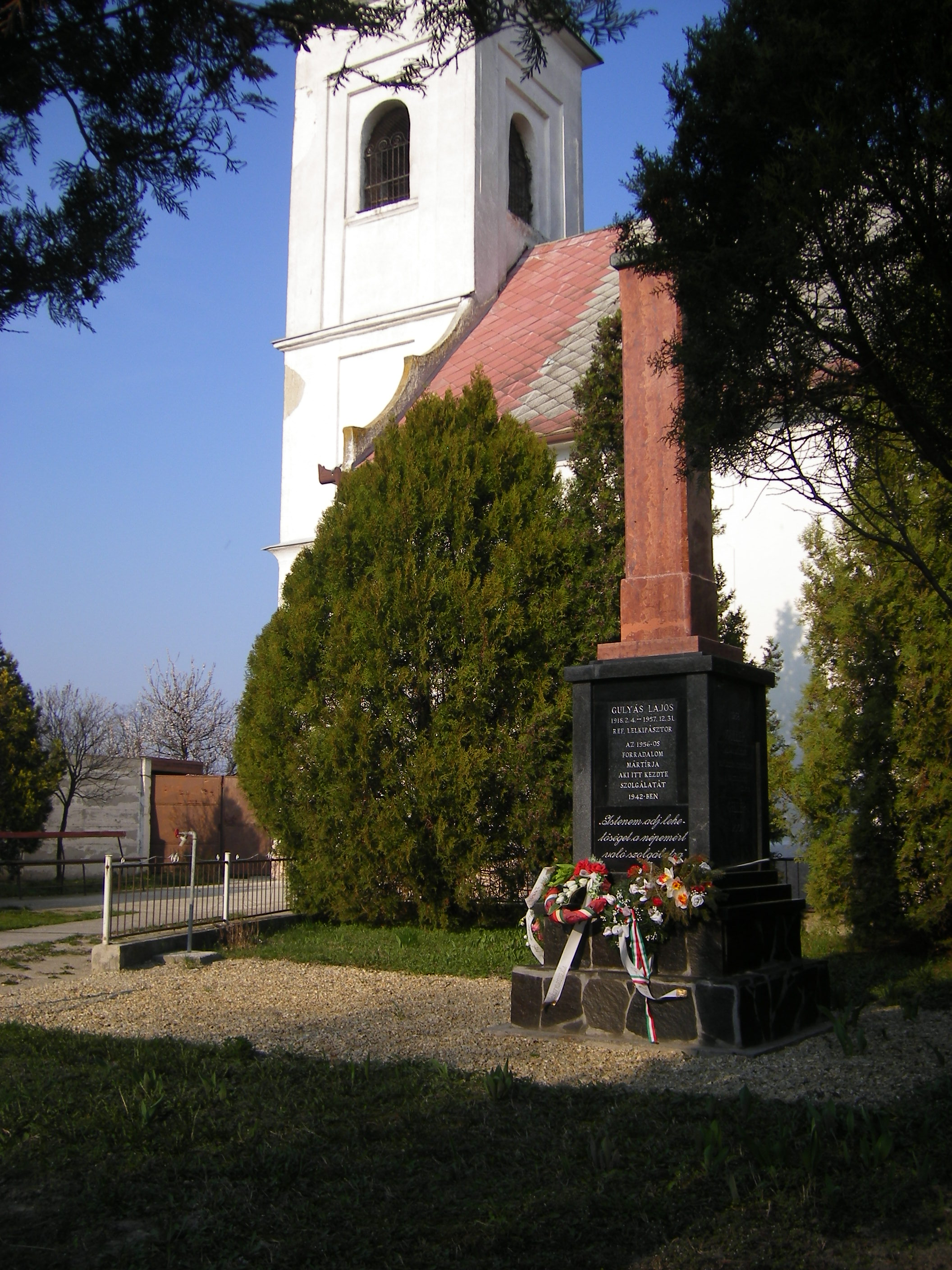
Gulyás Lajos emlékoszlopa
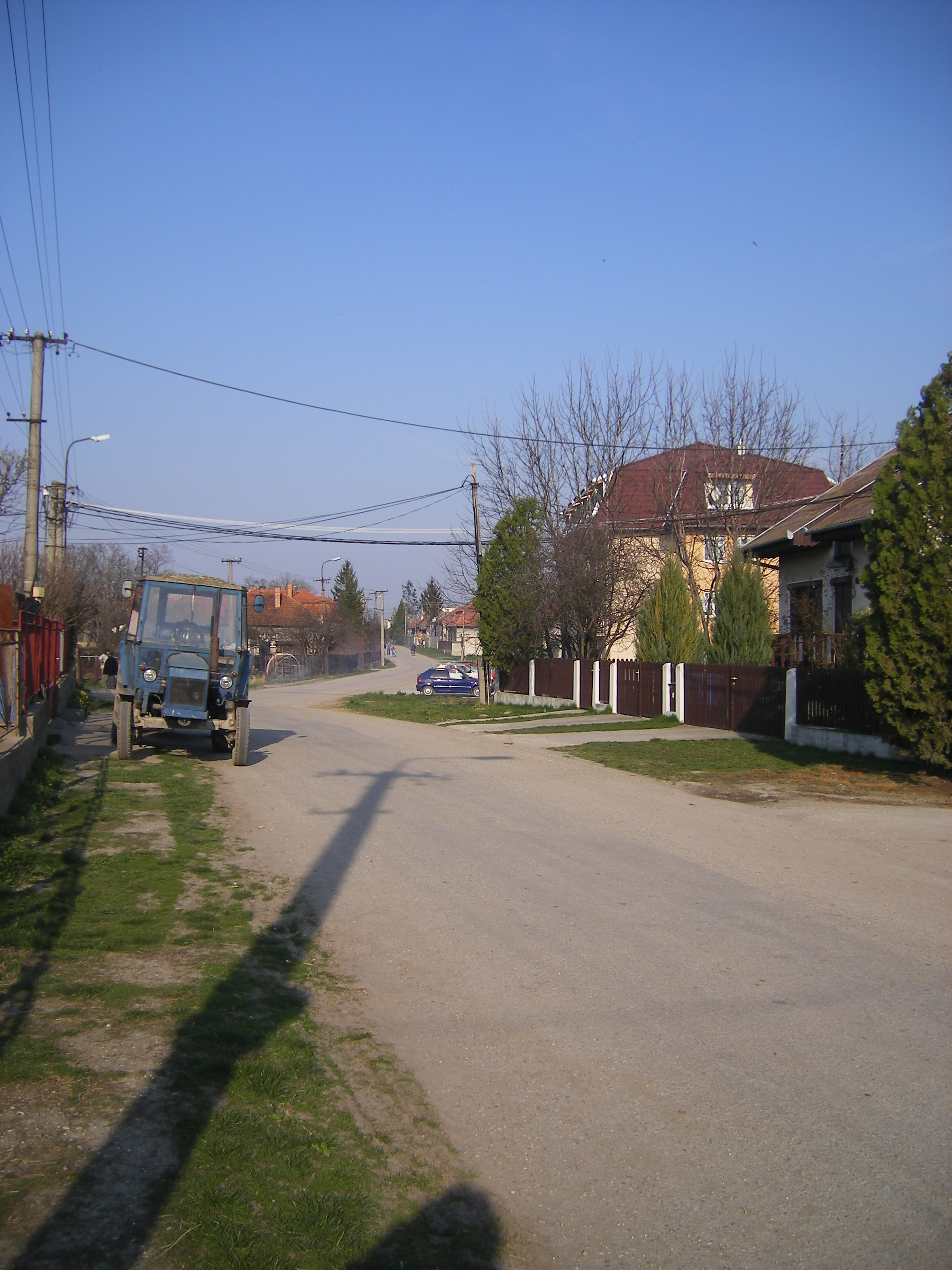
Alsógelléri utcakép
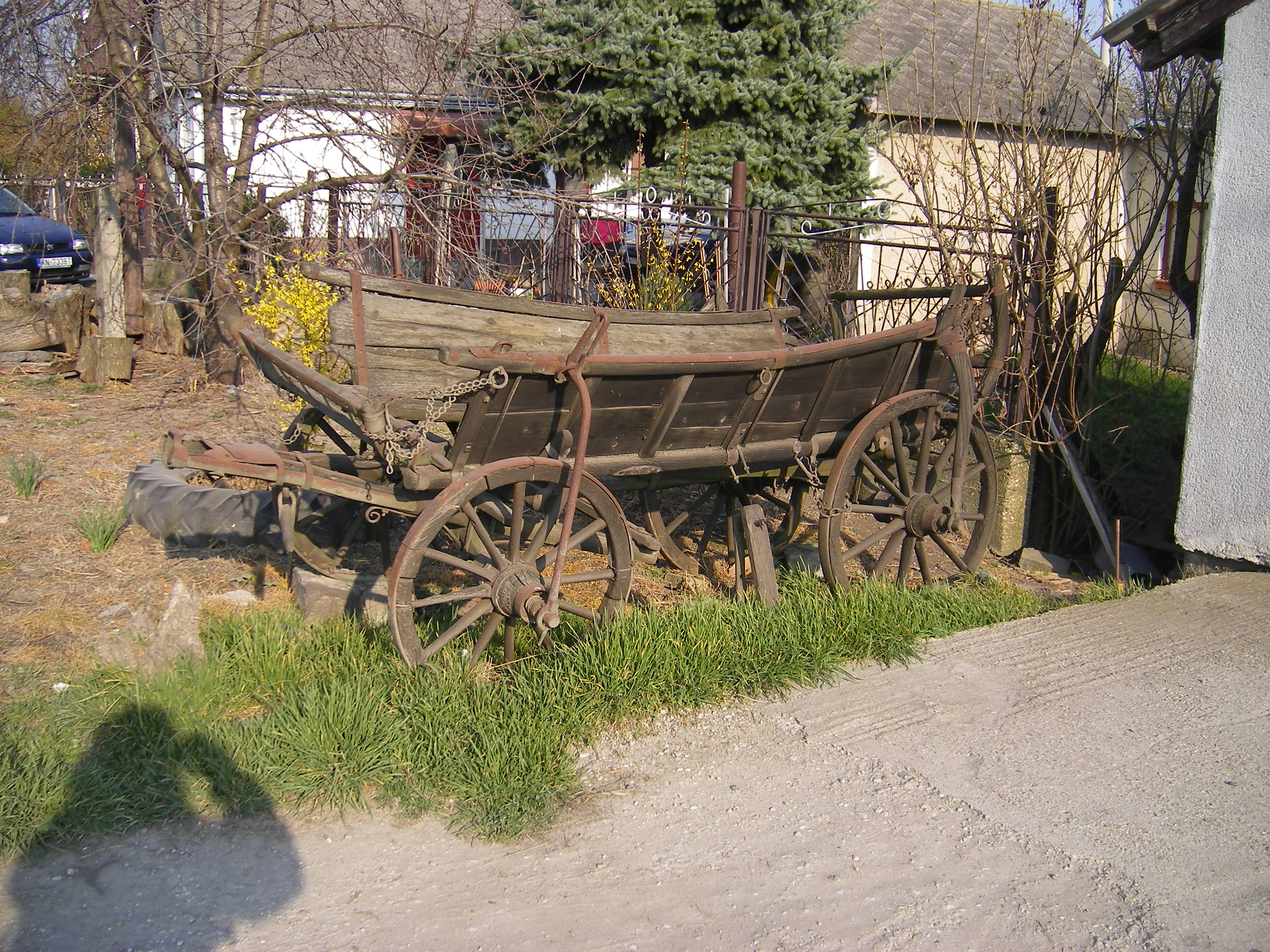
Szekér Alsógelléren

## Lásd még
- Alsógellér
- Felsőgellér

## Külső hivatkozások
- Községinfó
- Gellér Szlovákia térképén
- E-obce.sk